# فرانك مونرو
فرانك مونرو (بالإنجليزية: Frank Munro)‏ (25 أكتوبر 1947 بدندي في المملكة المتحدة - 16 أغسطس 2011 في المملكة المتحدة) هو لاعب كرة قدم بريطاني في مركزي قلب الدفاع والدفاع. شارك مع منتخب اسكتلندا تحت 21 سنة لكرة القدم ومنتخب اسكتلندا لكرة القدم. أما مع النوادي، فقد لعب مع دندي يونايتد ونادي أبردين ونادي سلتيك ووولفرهامبتون واندررز ونادي جنوب ملبورن ونادي ألبيون روفرز.

## وصلات خارجية
- فرانك مونرو على موقع الاتحاد الإسكتلندي (الإنجليزية)
- فرانك مونرو على موقع قاعدة بيانات كرة القدم.إي يو (الإنجليزية)
- فرانك مونرو على موقع ناشيونال فوتبول تيمز (الإنجليزية)